# Modèle du milieu intégratif
Le modèle du milieu intégratif, développé par Kevin F. McCready, est un régime de traitement alternatif au modèle médical de la psychiatrie pour traiter les personnes souffrant de détresse psychologique.
Membre influent du mouvement antipsychiatrie, proche de Peter Breggin et membre du conseil d'administration du Centre international d'études de psychiatrie et de psychologie, McCready a développé son modèle en partant du principe que la souffrance psychologique humaine ne résulte pas d'une maladie physiologique ou d'un déséquilibre chimique, mais plutôt d'une atteinte à l'humanité d'une personne. Il considérait que le modèle biomédical de la psychiatrie compromet l'humanité des individus en les privant d'éléments essentiels et naturels de l'expérience humaine. Son approche thérapeutique intégrait des aspects des théories psychodynamiques, notamment celles de Carl G. Jung, ainsi que des concepts issus de l'humanisme et de l'existentialisme.
L'approche du modèle de milieu intégratif vise à établir une nouvelle communauté permettant aux participants d'interagir. Cette communauté repose sur quatre principes fondamentaux :
- Le milieu doit agir comme un contenant thérapeutique, favorisant une exploration approfondie de la psyché individuelle et collective. Il nécessite une structure qui assure à la fois continuité et sentiment de sécurité.
- Les professionnels chargés de maintenir la structure du cadre thérapeutique doivent faire preuve de flexibilité afin de permettre l’expression, qu’elle soit prévue ou spontanée, qui émerge dans un tel environnement.
- Tous les aspects de l'expérience humaine doivent non seulement être autorisés à s'exprimer et à être explorés, mais également activement encouragés. Cela implique que des éléments variés de l'humanité, tels que le jeu, l'art, la musique, les échanges verbaux et l'intimité, soient intégrés au sein du milieu thérapeutique[2].
- Le respect de l’autonomie de chaque individu est essentiel. Tous les participants au sein du milieu sont tenus d’adopter un comportement responsable et respectueux. McCready était convaincu que les attentes intégrées à la philosophie fondamentale d’une communauté influencent de manière significative le comportement des membres qui en font partie[1].

## Traitement de jour en milieu intégratif
McCready a développé un programme de traitement de jour fondé sur le modèle de milieu intégratif. Ce programme, à inscription ouverte, fonctionne de manière continue. Contrairement à de nombreuses thérapies de groupe traditionnelles qui suivent un calendrier fixe, avec une phase de début où tous les participants commencent ensemble et une phase de fin où ils terminent simultanément leur traitement, le programme continu permet une inscription échelonnée. Les nouveaux membres peuvent intégrer le groupe à tout moment, et les participants peuvent conclure leur traitement et quitter la thérapie dès qu’ils se sentent prêts.
L'organisation du programme a été pensée pour suivre une progression intentionnelle : la journée débute de manière légère, plonge progressivement dans des aspects plus profonds, puis revient à un niveau plus clair et accessible avant de se terminer. Chaque groupe de travail, dirigé par un thérapeute, fonctionne par sessions de cinquante minutes.
Les groupes proposés incluent des séances de psychothérapie à orientation psychodynamique, mais aussi des activités favorisant l’expression artistique, les loisirs, l’interprétation des rêves, la discussion de sujets choisis par le groupe, ainsi que des groupes axés sur les objectifs généraux et la rétroaction communautaire.
Tous les clients inscrits au milieu intégratif bénéficient également d’une psychothérapie individuelle assurée par un psychothérapeute membre de l’équipe. Bien que cette thérapie soit d’orientation psychodynamique, elle reste fidèle aux principes fondamentaux du modèle du milieu intégratif.
Les programmes actuellement en vigueur comprennent :
- Services de santé psychologique associés (en anglais : Associated Psychological Health Services)
- Centre de psychothérapie Sequioa (Sequioa Psychotherapy Center) et
- Le Centre Insight.
- Spectrum (Victoria, Australie) est un autre exemple de modèle de milieu intégratif et traite les personnes atteintes de troubles de la personnalité limite en utilisant cette approche depuis 1999[3].